# 실: 인연의 시작
《실: 인연의 시작》(일본어: 糸)은 2020년에 공개된 일본의 영화이다. 감독은 제제 다카히사. 주연은 스다 마사키와 코마츠 나나이다. 1989년 태어난 두 남녀가 만나 이별을 반복하고 헤이세이 시대 끝에 다시 만날 때까지의 18년간의 궤적을 아름다운 사랑 이야기로 그려내고 있다.  나카지마 미유키의 곡 〈실〉(糸 이토[*])을 원작으로 하고 있다.
당초 2020년 4월 24일 개봉 예정이었으나 신종 코로나19 감염 확대의 영향으로 8월 21일에 공개가 연기되었다. 개봉일인 8월 21일 무대 인사가 도쿄·TOHO 시네마즈 롯폰기 힐즈에서 개최된 전국 111개 극장에 생중계 되었다. 또한 정식 공개일보다 9일 이전인 8월 12일 특별 선행 상영되었다.
대한민국에서는 2021년 10월 14일 개봉되었다.

## 출연
- 스다 마사키 - 다카하시 렌 역 - 홋카이도에서 태어나 성장한 치즈 공방에서 일하는 청년
  - 미나미데 료우카 - 어린 다카하시 렌 역
- 고마츠 나나 - 소노다 아오이 역 - 렌과 운명적으로 만나지만 중학생 때 헤어져 버린다.
  - 우에하라 호시조라 - 어린 소노다 아오이 역
- 야마모토 미즈키 - 다카기 레이코 역 - 아오이의 동료이자 가장 친한 친구
- 타카스기 마히로 - 사에지마 료타 역 - 아오이, 레이코와 함께 싱가포르에서 사업을 시작한다.
- 바바 후미카 - 고토 유미 역 - 나오키의 첫 번째 아내
- 바이쇼 미츠코 - 무라타 세츠코 역 - 어린이 식당의 주인
- 나가시마 토시유키 - 키리노 쇼조 역 - 카오리의 아버지
- 타케하라 피스톨 - 야노 키요시 역 - 아오이의 백부
- 니카이도 후미 - 야마다 토시코 역 - 나오키의 두 번째 아내
- 마츠시게 유타카 - 도미타 고타로 역 - 렌이 일하는 치즈 공방의 스승
- 다나카 미사코 - 키리노 하루코 역 - 카오리의 어머니
- 나리타 료 - 다케하라 나오키 역 - 렌의 소꿉 친구
- 사이토 타쿠미 - 미즈시마 다이스케 - 펀드 매니저
- 에이쿠라 나나 - 키리노 카오리 → 다카하시 카오리 역 - 렌이 일하는 치즈 공방 선배
- 이나가키 구루미 - 다카하시 유이 역 - 렌과 카오리의 딸
  - 나카노 미사키 - 어린 다카하시 유이 역
- 카타요세 료타 - 사사키 역 - 미즈시마의 부하

## 제작
프로듀서 히라노 타카시가 나카지마 미유키의 곡 〈실〉(糸 이토[*])에서 영감을 얻어 원안·기획 프로듀스를 담당했다. 히라노는 이 영화를 기획함에 있어 “관객들이 영화를 감상하기 전 뿐만 아니라 감상한 후에도 행복한 기분이 될 영화를 만들고 싶었다”라고 말했다. 그리고 자신의 곡이 영상화되는 것에 대해 나카지마는 “다양한 분들이 이 노래를 들을때마다 다양한 색으로 물드는 것에 놀라움을 느끼고 있다. 이번 영상화하여  새로운 〈실〉의 모습이 보이는 것을 기대하고 있다”고 언급했다.
또한, 촬영은 2019년 7월부터 9월과 12월에 걸쳐 관동 지방 근교, 홋카이도, 오키나와, 싱가포르에서 진행되었다.

## 미디어 믹스

### 소설
이 작품의 작가·하야시 타미오가 스스로 쓴 소설 「실」이 영화 개봉에 앞서 2019년 12월 30일에 발매되었다.

### 만화
- 하야시 타미오 (영화 각본) 우미노 에루 (만화) 「실」 (만화 배달 사이트 「LINE 만화」에서 2020년 4월 24일부터 연재 시작 / 매주 화요일 업데이트)[7][8]

## 수상
- 제44회 일본 아카데미상 (2020년도)[9]
  - 우수 남우주연상 (스다 마사키)
  - 우수 여우주연상 (코마츠 나나)
  - 우수 음악상 (카메다 세이지)